# عقيبة (راشيا)
عقيبة  هي إحدى القرى اللبنانية من قرى قضاء راشيا في محافظة البقاع.